# Hypocacculus gridellii
Hypocacculus gridellii är en skalbaggsart som först beskrevs av G. Müller 1929.  Hypocacculus gridellii ingår i släktet Hypocacculus och familjen stumpbaggar. Inga underarter finns listade i Catalogue of Life.